# Associazione Sportiva Bari 2010-2011
Questa voce raccoglie le informazioni riguardanti l'Associazione Sportiva Bari nelle competizioni ufficiali della stagione 2010-2011.

## Stagione
Nella stagione 2010-2011 il Bari deve disputare il 30º campionato di Serie A della sua storia.
La squadra, conclusa la precedente stagione al decimo posto, riparte il 10 luglio 2010 con un ritiro in Val Ridanna, da tre anni sede del ritiro precampionato dei biancorossi. I volti nuovi della società sono il direttore sportivo Guido Angelozzi, subentrato al dimissionario Giorgio Perinetti, il direttore generale Claudio Garzelli e il nuovo capo degli osservatori Cristian Argurio, prelevato dall'Udinese.
Il club biancorosso, tra le varie operazioni di mercato acquista la metà dei cartellini di Almiron e Barreto, che vengono quindi confermati e l'attaccante algerino Abdelkader Ghezzal; in prestito con diritto di riscatto i difensori Andrea Raggi e Marco Rossi. Ranocchia e Bonucci, affermatisi nella stagione precedente, vengono ceduti (il primo richiesto dal Genoa, proprietario del suo cartellino, il secondo venduto interamente alla Juventus).

### Girone di andata
In campionato, dopo le prime cinque giornate i galletti sono a due lunghezze dalla testa della classifica con 8 punti. Si ricordano la vittoria 1-0 nella prima giornata al San Nicola sulla Juventus (goal di Massimo Donati in azione, su tiro da limite area) e il 2-2 ottenuto a Napoli, al San Paolo. Finisce con la sconfitta per 4-0 la gara di San Siro contro l'Inter, dove il centrocampista Pulzetti viene impiegato nel ruolo di terzino destro, a causa della mancanza di difensori (la rosa biancorossa non è stata fornita di molti difensori)
Nella 6ª giornata, fuori casa contro il Genoa, il Bari dopo aver pareggiato su rigore con Barreto (1-1) al 7º minuto del secondo tempo, in superiorità numerica subisce il 2-1 finale nei minuti di recupero del secondo tempo, per effetto di un colpo di testa di Toni (maturato sugli sviluppi di un calcio di punizione). Nelle sette gare successive i galletti ricavano un punto (grazie al pareggio 0-0 sul campo del ChievoVerona). In queste gare il Bari mostra spesso fiacchezza e poca convinzione, attacca poco e il suo gioco viene giudicato lento e prevedibile. Nelle interviste, Ventura indica talvolta gli infortuni manifestatisi nella rosa biancorossa come causa della condotta della squadra (da circa metà novembre vari infortuni colpiscono la rosa biancorossa e lo stesso allenatore, che utilizza sempre i vecchi schemi, spesso adatta alcuni giocatori a ruoli non loro), promettendo allo stesso tempo un pronto riscatto una volta ristabilite le condizioni ottimali. Il tecnico genovese gode della fiducia della società e non viene licenziato (il presidente Matarrese dichiara "con Ventura restiamo in Serie A al 100%"); i tifosi non contestano. Nelle ultime sei giornate del girone d'andata i biancorossi migliorano il rendimento racimolando cinque punti in sei partite (ma rimanendo sempre ultimi in classifica); tre punti sono conquistati con la vittoria 1-0 nel derby di Lecce, con rete realizzata dal nuovo arrivato Stefano Okaka (da gennaio in prestito con diritto di riscatto dalla Roma). Dopo la sconfitta interna nell'ultima di andata con il Bologna (0-2), il difensore Andrea Masiello si sfoga in conferenza stampa, criticando l'atteggiamento (a suo dire) lassivo di tutto l'ambiente biancorosso.
In Coppa Italia, dopo aver battuto Torino e Livorno nel terzo e quarto turno, i galletti vengono sconfitti agli ottavi di finale a San Siro, dal Milan per 3-0, venendo pertanto eliminati dalla competizione.

### Girone di ritorno
Nel mercato invernale vengono rinforzati i vari reparti (in maggiore quantità centrocampo e attacco) e ceduti in prestito vari giocatori più giovani.
I galletti passano un nuovo periodo negativo: il girone di ritorno si apre con una sconfitta 2-1 contro la Juventus, alla fine di una prestazione dei biancorossi ben giudicata dalla stampa. Dopo la sconfitta in casa contro il Napoli (0-2) alla seconda di ritorno, Ventura cambia parzialmente le tattiche schierando un 4-3-1-2, con centrocampo "a rombo" e Simone Bentivoglio (che ha rilevato Pulzetti a gennaio) trequartista. I galletti sono battuti da Cagliari (2-1 con un rigore sbagliato da Rudolf e uno parato da Gillet), Inter e Brescia (rispettivamente per 0-3 e 0-2, le due formazioni lombarde raddoppiano su contropiede nei minuti finali). Il 2 febbraio viene fatta esplodere una bomba carta sotto casa del presidente Vincenzo Matarrese, accusato di negligenza nella gestione della crisi. L'8 febbraio, nei pressi dell'"Antistadio" (il campo prospiciente allo stadio San Nicola, dove spesso si allena il Bari), un gruppo di tifosi contesta duramente il tecnico Ventura, intimandogli di dimettersi (vengono contestati anche i giocatori). Il giorno successivo Ventura firma con la società la rescissione consensuale del contratto e viene sostituito da Bortolo Mutti.
Mutti cambia tattica e utilizza maggiormente il 4-3-2-1. Dopo aver fermato la serie negativa con il pareggio 0-0 contro il Genoa, i galletti alternano sconfitte a risultati positivi, come il pareggio 1-1 a San Siro contro il Milan capolista (poi campione d'Italia) e la vittoria 2-1 in casa della bestia nera Parma, la prima in Serie A contro i ducali (con lo stadio Tardini espugnato dai biancorossi dopo 37 anni). A marzo, in un'intervista pubblicata a Repubblica, l'ex direttore sportivo Giorgio Perinetti dice che la scelta di confermare gli elementi positivi dell'anno precedente (sia negli uomini che nelle tattiche) senza creare alternative potrebbe essere stata determinante. Le opinioni dell'ex ds biancorosso sono vicine a quelle di alcuni giornalisti, che attribuiscono alla crisi soprattutto grossi errori di programmazione e negligenza nella gestione. Durante la stagione si sono verificati spesso infortuni: Barreto è stato spesso assente per gravi problemi fisici, Salvatore Masiello e Castillo han patito lunghi infortuni, Okaka e Ghezzal hanno saltato circa metà campionato.
Seppure nei risultati parzialmente migliorato, il Bari non acquisisce punti sufficienti per poter rientrare a pieno nella lotta salvezza; l'unica vittoria rimane quella conquistata a Parma. Il 23 aprile, dopo la sconfitta 0-1 in casa ad opera della Sampdoria, il Bari retrocede matematicamente in Serie B. Successivamente i galletti perdono altre tre partite; ultima la sconfitta 0-2 al San Nicola contro il Lecce (vittoria che vale la salvezza matematica ai cugini giallorossi). L'ultima giornata di campionato vede la vittoria dei baresi per 4-0, al Dall'Ara contro il Bologna, dove tre goal sono siglati da un attaccante della Primavera biancorossa, il diciottenne Grandolfo: si tratta della vittoria in trasferta più larga nella storia del Bari in Serie A e lo stesso Grandolfo è il primo giocatore barese che sigla una tripletta in una trasferta di massima serie.

### Le indagini sul "Calcioscommesse"
Alcuni mesi dopo la fine del campionato, alcune gare perse di questa stagione, come gli scontri diretti per la salvezza contro Cesena e Sampdoria e quelle contro Lecce (la gara di ritorno), Palermo, Chievo, Udinese e Bologna, risulteranno truccate per calcioscommesse; quasi tutti i giocatori del Bari verranno indagati e processati. Andrea Masiello, che nel corso dell'istruttoria ammetterà d'aver realizzato volontariamente l'autogoal nel derby contro il Lecce perché corrotto dal presidente dei salentini Andrea Semeraro, verrà arrestato.

## Divise e sponsor
Lo sponsor tecnico per la stagione 2010-2011 è l'Erreà, mentre gli sponsor ufficiali sono Radionorba e Banca Popolare di Bari.
| Prima divisa | Seconda Divisa | Terza Divisa |

## Organigramma societario
- Presidente: Vincenzo Matarrese
- Vicepresidente vicario: Antonio Matarrese
- Consiglieri: Salvatore Matarrese, Domenico De Bartolomeo
- Direttore Generale: Claudio Garzelli
- Team manager: Claudio Vino
- Segretario generale: Pietro Doronzo
- Responsabile area comunicazione: Master Group Sport
- Ufficio marketing: Palmalisa Matarrese
- Capo ufficio stampa: Saverio De Bellis
- Ufficio stampa: Fabio Foglianese
- Relatore osservatori: Vincenzo Tavarilli

Area tecnica
- Direttore sportivo: Guido Angelozzi
- Allenatore: Gian Piero Ventura (fino al 10 febbraio 2010), poi Bortolo Mutti
- Allenatore in seconda: Salvatore Sullo (fino al 10 febbraio 2010), poi Mauro Di Cicco
- Preparatori atletici: Alessandro Innocenti (fino al 10 febbraio 2010), Stefano Boggia
- Preparatore dei portieri: Giuseppe Zinetti (fino al 10 febbraio 2010), poi Giambattista Piacentini

Area sanitaria
- Responsabile sanitario: Prof. Michele Pizzolorusso
- Medico: Dott. Stefano Lopiano
- Massofisioterapista: Marco Terzi
- Fisioterapista: Marco Vespasiani

## Rosa
Rosa, numerazione e ruoli, tratti dal sito ufficiale della società, sono aggiornati al 14 giugno 2011.
| N. |                        | Ruolo | Calciatore                      |
| -- | ---------------------- | ----- | ------------------------------- |
| 1  | Belgio (bandiera)      | P     | Jean François Gillet (capitano) |
| 3  | Romania (bandiera)     | C     | Paul Codrea                     |
| 4  | Argentina (bandiera)   | C     | Sergio Bernardo Almirón         |
| 5  | Italia (bandiera)      | D     | Andrea Masiello (vice capitano) |
| 6  | Italia (bandiera)      | D     | Michele Rinaldi                 |
| 7  | Argentina (bandiera)   | C     | Emanuel Benito Rivas            |
| 8  | Italia (bandiera)      | C     | Massimo Donati                  |
| 9  | Argentina (bandiera)   | A     | José Ignacio Castillo           |
| 10 | Brasile (bandiera)     | A     | Paulo Vitor Barreto             |
| 11 | Algeria (bandiera)     | A     | Abdelkader Ghezzal              |
| 13 | Italia (bandiera)      | C     | Nico Pulzetti                   |
| 14 | Italia (bandiera)      | C     | Alessandro Gazzi                |
| 15 | Italia (bandiera)      | D     | Nicola Belmonte                 |
| 17 | Italia (bandiera)      | D     | Salvatore Masiello              |
| 18 | Italia (bandiera)      | A     | Francesco Caputo                |
| 19 | Italia (bandiera)      | C     | Marco Crimi                     |
| 20 | Bielorussia (bandiera) | A     | Vitali Kutuzov                  |
| 21 | Italia (bandiera)      | D     | Alessandro Parisi               |

| N. |                       | Ruolo | Calciatore          |
| -- | --------------------- | ----- | ------------------- |
| 22 | Norvegia (bandiera)   | A     | Erik Huseklepp      |
| 23 | Italia (bandiera)     | A     | Antonio Langella    |
| 24 | Slovacchia (bandiera) | C     | Kamil Kopúnek       |
| 25 | Italia (bandiera)     | P     | Daniele Padelli     |
| 27 | Italia (bandiera)     | C     | Simone Bentivoglio  |
| 28 | Italia (bandiera)     | C     | Gianluca Galasso    |
| 29 | Italia (bandiera)     | C     | Nicola Strambelli   |
| 30 | Italia (bandiera)     | A     | Luigi Rana          |
| 32 | Spagna (bandiera)     | C     | Jaime Romero Gómez  |
| 33 | Italia (bandiera)     | D     | Marco Rossi         |
| 39 | Italia (bandiera)     | A     | Francesco Grandolfo |
| 52 | Polonia (bandiera)    | D     | Kamil Glik          |
| 71 | Ungheria (bandiera)   | A     | Gergely Rudolf      |
| 78 | Italia (bandiera)     | P     | Mauro Boerchio      |
| 84 | Italia (bandiera)     | D     | Andrea Raggi        |
| 89 | Italia (bandiera)     | A     | Stefano Okaka       |
| 90 | Honduras (bandiera)   | C     | Edgar Álvarez       |
| 91 | Italia (bandiera)     | A     | Marco D'Alessandro  |

## Calciomercato

### Sessione estiva(dall'1/7 al 31/8)
| Acquisti | Acquisti                  | Acquisti    | Acquisti                                              |
| R.       | Nome                      | da          | Modalità                                              |
| -------- | ------------------------- | ----------- | ----------------------------------------------------- |
| D        | Nicola Belmonte           | Siena       | prestito                                              |
| D        | Leonardo Bonucci          | Genoa       | riscatto comproprietà (8 milioni €)                   |
| D        | Andrea Raggi              | Palermo     | prestito con diritto di riscatto                      |
| D        | Michele Rinaldi           | Rimini      | svincolato                                            |
| D        | Marco Rossi               | Parma       | prestito con diritto di riscatto metà                 |
| C        | Sergio Bernardo Almirón   | Juventus    | comproprietà (2,5 milioni €)                          |
| C        | Filippo Antonelli Agomeri | Torino      | fine prestito                                         |
| C        | Filippo Carobbio          | Grosseto    | fine prestito                                         |
| C        | Gianluca Galasso          | Salernitana | fine prestito                                         |
| C        | Nico Pulzetti             | Livorno     | prestito con diritto di riscatto metà (0,5 milioni €) |
| C        | Ivan Rajčić               | Taranto     | fine prestito                                         |
| C        | Jaime Romero Gómez        | Udinese     | prestito                                              |
| C        | Giuseppe Statella         | Torino      | fine prestito                                         |
| A        | Paulo Vitor Barreto       | Udinese     | comproprietà (4,5 milioni €)                          |
| A        | Francesco Caputo          | Salernitana | fine prestito                                         |
| A        | Simone Cavalli            | Mantova     | fine prestito                                         |
| A        | Marco D'Alessandro        | Roma        | prestito con diritto di riscatto metà                 |
| A        | Abdelkader Ghezzal        | Siena       | comproprietà (1,4 milioni €)                          |
| A        | Antonio Langella          | Udinese     | riscatto comproprietà (0 milioni €)                   |
| A        | Rey Volpato               | Gallipoli   | fine prestito                                         |

| Cessioni | Cessioni                  | Cessioni     | Cessioni                                  |
| R.       | Nome                      | a            | Modalità                                  |
| -------- | ------------------------- | ------------ | ----------------------------------------- |
| P        | Ilario Lamberti           | Valenzana    | prestito                                  |
| D        | Leonardo Bonucci          | Juventus     | definitivo (15,5 milioni €)               |
| D        | Souleymane Diamoutene     | Lecce        | fine prestito                             |
| D        | Marco Pisano              | Torino       | fine prestito                             |
| D        | Andrea Ranocchia          | Genoa        | fine prestito                             |
| D        | Cristian Stellini         | -            | fine carriera                             |
| C        | Riccardo Allegretti       | Grosseto     | definitivo                                |
| C        | Filippo Carobbio          | Siena        | comproprietà                              |
| C        | Mariano Donda             | Godoy Cruz   | rescissione contratto                     |
| C        | Vladimir Koman            | Sampdoria    | fine prestito                             |
| C        | Alessio Sestu             | Vicenza      | fine prestito                             |
| C        | Giuseppe Statella         | Grosseto     | prestito                                  |
| C        | Filippo Antonelli Agomeri | Triestina    | definitivo                                |
| C        | Ivan Rajčić               | Barletta     | prestito                                  |
| A        | András Gosztonyi          | MTK Budapest | fine prestito                             |
| A        | Pedro Kamata              | Siena        | comproprietà                              |
| A        | Riccardo Meggiorini       | Genoa        | risoluzione comproprietà (1,79 milioni €) |
| A        | Ferdinando Sforzini       | Udinese      | fine prestito                             |
| A        | Leonardo Perez            | Pisa         | comproprietà                              |
| A        | Rey Volpato               | Livorno      | definitivo                                |

### Sessione invernale(dal 3/1 al 31/1)
| Acquisti | Acquisti            | Acquisti       | Acquisti           |
| R.       | Nome                | da             | Modalità           |
| -------- | ------------------- | -------------- | ------------------ |
| D        | Kamil Glik          | Palermo        | prestito           |
| C        | Paul Codrea         | Siena          | prestito           |
| C        | Kamil Kopúnek       | Spartak Trnava | prestito           |
| A        | Erik Huseklepp      | Brann          | definitivo         |
| A        | Stefano Okaka       | Roma           | prestito           |
| A        | Antonino Bonvissuto | Ascoli         | fine prestito      |
| A        | Gergely Rudolf      | Genoa          | prestito           |
| A        | Simone Bentivoglio  | Chievo         | prestito (scambio) |

| Cessioni | Cessioni            | Cessioni | Cessioni           |
| R.       | Nome                | a        | Modalità           |
| -------- | ------------------- | -------- | ------------------ |
| C        | Marco Crimi         | Grosseto | prestito           |
| A        | Francesco Caputo    | Siena    | prestito           |
| A        | Antonino Bonvissuto | Sorrento | prestito           |
| A        | Luigi Rana          | Barletta | prestito           |
| C        | Nico Pulzetti       | Chievo   | prestito (scambio) |
| A        | Marco D'Alessandro  | Roma     | fine prestito      |

## Risultati

### Serie A

#### Girone di andata
| Arbitro: | Banti (Livorno) |

|            |           |  |
| Donati 43’ | Marcatori |  |

| Arbitro: | De Marco (Chiavari) |

|                          |           |                          |
| Cavani 30’ Cannavaro 87’ | Marcatori | 12’ Barreto 88’ Castillo |

| Bari 19 settembre 2010, ore 12:30 CEST 3ª giornata | Bari                | 0 – 0 referto | Cagliari | Stadio San Nicola (17.945 spett.)\| Arbitro: \| Gervasoni (Mantova) \| |
| Arbitro:                                           | Gervasoni (Mantova) |               |          |                                                                        |

| Arbitro: | Mazzoleni (Bergamo) |

|                                              |           |  |
| Milito 27’, 86’ Eto'o 50’ (rig.), 63’ (rig.) | Marcatori |  |

| Arbitro: | Guida (Torre Annunziata) |

|                              |           |          |
| Rivas 16’ Barreto 55’ (rig.) | Marcatori | 30’ Kone |

| Arbitro: | Giannoccaro (Lecce) |

|                        |           |                    |
| Palacio 35’ Toni 90+5’ | Marcatori | 52’ (rig.) Barreto |

| Arbitro: | Rocchi (Firenze) |

|  |           |                           |
|  | Marcatori | 52’ Hernanes 61’ Floccari |

| Arbitro: | Morganti (Ascoli Piceno) |

|                           |           |              |
| Donadel 34’ Gilardino 82’ | Marcatori | 90+1’ Parisi |

| Arbitro: | Pierpaoli (Firenze) |

|  |           |                      |
|  | Marcatori | 16’ Sánchez 60’ Isla |

| Arbitro: | Bergonzi (Genova) |

|                         |           |                                   |
| Kutuzov 65’ Barreto 90’ | Marcatori | 4’ Ambrosini 31’ Flamini 72’ Pato |

| Verona 10 novembre 2010, ore 20:45 CET 11ª giornata | Chievo              | 0 – 0 referto | Bari | Stadio Marcantonio Bentegodi (8.822 spett.)\| Arbitro: \| Gervasoni (Mantova) \| |
| Arbitro:                                            | Gervasoni (Mantova) |               |      |                                                                                  |

| Arbitro: | Brighi (Cesena) |

|  |           |              |
|  | Marcatori | 33’ Candreva |

| Arbitro: | C. Russo (Nola) |

|              |           |  |
| Terlizzi 82’ | Marcatori |  |

| Arbitro: | Tagliavento (Terni) |

|            |           |                       |
| Caputo 64’ | Marcatori | 62’ (rig.) G. Colucci |

| Arbitro: | Pierpaoli (Firenze) |

|                                     |           |  |
| Pazzini 17’ (rig.) Guberti 56’, 61’ | Marcatori |  |

| Arbitro: | Romeo (Verona) |

|          |           |  |
| Juan 30’ | Marcatori |  |

| Arbitro: | Rizzoli (Bologna) |

|                     |           |              |
| Masiello 54’ (rig.) | Marcatori | 45+2’ Iličič |

| Arbitro: | Tagliavento (Terni) |

|  |           |           |
|  | Marcatori | 78’ Okaka |

| Arbitro: | C. Russo (Nola) |

|  |           |                       |
|  | Marcatori | 38’ Ekdal 69’ Di Vaio |

#### Girone di ritorno
| Arbitro: | Brighi (Cesena) |

|                            |           |            |
| Del Piero 43’ Aquilani 79’ | Marcatori | 57’ Rudolf |

| Arbitro: | Mazzoleni (Bergamo) |

|  |           |                        |
|  | Marcatori | 38’ Lavezzi 87’ Cavani |

| Arbitro: | Orsato (Schio) |

|               |           |           |
| Matri 8’, 12’ | Marcatori | 14’ Okaka |

| Arbitro: | Romeo (Verona) |

|  |           |                                         |
|  | Marcatori | 70’ Kharja 90+4’ Pazzini 90+6’ Sneijder |

| Arbitro: | Rizzoli (Bologna) |

|                                  |           |  |
| Diamanti 17’ A. Caracciolo 90+3’ | Marcatori |  |

| Bari 13 febbraio 2011, ore 15:00 CET 25ª giornata | Bari            | 0 – 0 referto | Genoa | Stadio San Nicola (14.812 spett.)\| Arbitro: \| Peruzzo (Schio) \| |
| Arbitro:                                          | Peruzzo (Schio) |               |       |                                                                    |

| Arbitro: | Pierpaoli (Firenze) |

|             |           |  |
| Hernanes 6’ | Marcatori |  |

| Arbitro: | Guida (Torre Annunziata) |

|             |           |               |
| Ghezzal 87’ | Marcatori | 21’ Gilardino |

| Arbitro: | Massa (Imperia) |

|                      |           |  |
| Di Natale 76’ (rig.) | Marcatori |  |

| Arbitro: | Brighi (Cesena) |

|             |           |            |
| Cassano 82’ | Marcatori | 39’ Rudolf |

| Arbitro: | Gervasoni (Mantova) |

|                    |           |                                |
| Ghezzal 41’ (rig.) | Marcatori | 38’ Pellissier 49’ Moscardelli |

| Arbitro: | Pierpaoli (Firenze) |

|            |           |                          |
| Amauri 80’ | Marcatori | 64’ Parisi 90+2’ Álvarez |

| Arbitro: | Valeri (Roma) |

|           |           |                |
| Gazzi 33’ | Marcatori | 44’ Maxi López |

| Arbitro: | N. Stefanini (Firenze) |

|             |           |  |
| Bogdani 48’ | Marcatori |  |

| Arbitro: | Gervasoni (Mantova) |

|  |           |                  |
|  | Marcatori | 59’ (rig.) Pozzi |

| Arbitro: | C. Russo (Nola) |

|                                      |           |                                |
| Bentivoglio 25’ (rig.) Huseklepp 42’ | Marcatori | 30’, 57’ (rig.) Totti 95’ Rosi |

| Arbitro: | Pinzani (Empoli) |

|                      |           |                |
| Miccoli 39’ Bovo 53’ | Marcatori | 7’ Bentivoglio |

| Arbitro: | Morganti (Ascoli Piceno) |

|  |           |                                 |
|  | Marcatori | 51’ Jeda 80’ (aut.) A. Masiello |

| Arbitro: | Cervellera (Taranto) |

|  |           |                                       |
|  | Marcatori | 28’, 46’, 54’ Grandolfo 78’ Huseklepp |

### Coppa Italia

#### Turni preliminari
| Arbitro: | C. Russo (Nola) |

|                                          |           |                     |
| Caputo 4’ Parisi 64’ (rig.) Pulzetti 70’ | Marcatori | 11’ (aut.) M. Rossi |

| Arbitro: | Calvarese (Teramo) |

|                                                         |           |             |
| Rana 26’ (rig.) Masiello 51’ Rivas 55’ D'Alessandro 73’ | Marcatori | 90’ Dionisi |

#### Fase finale
| Arbitro: | Ciampi (Roma) |

|                                          |           |  |
| Ibrahimović 19’ Merkel 45+1’ Robinho 65’ | Marcatori |  |

## Statistiche

### Statistiche di squadra
| Competizione | Punti | In casa | In casa | In casa | In casa | In casa | In casa | In trasferta | In trasferta | In trasferta | In trasferta | In trasferta | In trasferta | Totale | Totale | Totale | Totale | Totale | Totale | DR  |
| Competizione | Punti | G       | V       | N       | P       | Gf      | Gs      | G            | V            | N            | P            | Gf           | Gs           | G      | V      | N      | P      | Gf     | Gs     | DR  |
| ------------ | ----- | ------- | ------- | ------- | ------- | ------- | ------- | ------------ | ------------ | ------------ | ------------ | ------------ | ------------ | ------ | ------ | ------ | ------ | ------ | ------ | --- |
| Serie A      | 24    | 19      | 2       | 6       | 11      | 12      | 28      | 19           | 3            | 3            | 13           | 15           | 29           | 38     | 5      | 9      | 24     | 27     | 56     | -29 |
| Coppa Italia | -     | 2       | 2       | 0       | 0       | 7       | 2       | 1            | 0            | 0            | 1            | 0            | 3            | 3      | 2      | 0      | 1      | 7      | 5      | +2  |
| Totale       | 24    | 21      | 4       | 6       | 11      | 19      | 30      | 20           | 3            | 3            | 14           | 15           | 31           | 41     | 7      | 9      | 25     | 34     | 61     | -27 |

### Andamento in campionato
| Giornata  | 1 | 2 | 3 | 4  | 5 | 6  | 7  | 8  | 9  | 10 | 11 | 12 | 13 | 14 | 15 | 16 | 17 | 18 | 19 | 20 | 21 | 22 | 23 | 24 | 25 | 26 | 27 | 28 | 29 | 30 | 31 | 32 | 33 | 34 | 35 | 36 | 37 | 38 |
| --------- | - | - | - | -- | - | -- | -- | -- | -- | -- | -- | -- | -- | -- | -- | -- | -- | -- | -- | -- | -- | -- | -- | -- | -- | -- | -- | -- | -- | -- | -- | -- | -- | -- | -- | -- | -- | -- |
| Luogo     | C | T | C | T  | C | T  | C  | T  | C  | C  | T  | C  | T  | C  | T  | T  | C  | T  | C  | T  | C  | T  | C  | T  | C  | T  | C  | T  | T  | C  | T  | C  | T  | C  | C  | T  | C  | T  |
| Risultato | V | N | N | P  | V | P  | P  | P  | P  | P  | N  | P  | P  | N  | P  | P  | N  | V  | P  | P  | P  | P  | P  | P  | N  | P  | N  | P  | N  | P  | V  | N  | P  | P  | P  | P  | P  | V  |
| Posizione | 5 | 5 | 8 | 14 | 8 | 11 | 14 | 18 | 20 | 20 | 20 | 20 | 20 | 20 | 20 | 20 | 20 | 20 | 20 | 20 | 20 | 20 | 20 | 20 | 20 | 20 | 20 | 20 | 20 | 20 | 20 | 20 | 20 | 20 | 20 | 20 | 20 | 20 |

Legenda:

Luogo: C = Casa; T = Trasferta. Risultato: V = Vittoria; N = Pareggio; P = Sconfitta.

### Statistiche dei giocatori
| Giocatore       | Serie A  | Serie A | Serie A     | Serie A    | Coppa Italia | Coppa Italia | Coppa Italia | Coppa Italia | Totale   | Totale | Totale      | Totale     |
| Giocatore       | Presenze | Reti    | Ammonizioni | Espulsioni | Presenze     | Reti         | Ammonizioni  | Espulsioni   | Presenze | Reti   | Ammonizioni | Espulsioni |
| --------------- | -------- | ------- | ----------- | ---------- | ------------ | ------------ | ------------ | ------------ | -------- | ------ | ----------- | ---------- |
| S. Almirón      | 25       | 0       | 5           | 0          | 0            | 0            | 0            | 0            | 25       | 0      | 5           | 0          |
| E. Álvarez      | 29       | 1       | 3           | 0          | 3            | 0            | 0            | 0            | 32       | 1      | 3           | 0          |
| P. Barreto      | 13       | 4       | 0           | 0          | 0            | 0            | 0            | 0            | 13       | 4      | 0           | 0          |
| N. Belmonte     | 26       | 0       | 4           | 0          | 2            | 0            | 0            | 0            | 28       | 0      | 4           | 0          |
| S. Bentivoglio  | 16       | 2       | 4           | 0          | -            | -            | -            | -            | 16       | 2      | 4           | 0          |
| M. Boerchio     | 0        | 0       | 0           | 0          | 0            | 0            | 0            | 0            | 0        | 0      | 0           | 0          |
| F. Caputo       | 12       | 1       | 2           | 0          | 2            | 1            | 0            | 0            | 14       | 2      | 2           | 0          |
| J. Castillo     | 14       | 1       | 2           | 0          | 1            | 0            | 0            | 0            | 15       | 1      | 2           | 0          |
| P. Codrea       | 6        | 0       | 2           | 0          | -            | -            | -            | -            | 6        | 0      | 2           | 0          |
| M. Crimi        | 3        | 0       | 0           | 0          | 2            | 0            | 0            | 0            | 5        | 0      | 0           | 0          |
| M. D'Alessandro | 11       | 0       | 0           | 0          | 2            | 1            | 0            | 0            | 13       | 1      | 0           | 0          |
| M. Donati       | 31       | 1       | 7           | 1          | 1            | 0            | 0            | 0            | 32       | 1      | 7           | 1          |
| G. Galasso      | 4        | 0       | 0           | 0          | 1            | 0            | 0            | 0            | 5        | 0      | 0           | 0          |
| A. Gazzi        | 31       | 1       | 4           | 0          | 2            | 0            | 0            | 0            | 33       | 1      | 4           | 0          |
| A. Ghezzal      | 20       | 2       | 3           | 0          | 0            | 0            | 0            | 0            | 20       | 2      | 3           | 0          |
| J. Gillet       | 36       | -53     | 1           | 0          | 0            | 0            | 0            | 0            | 36       | -53    | 1           | 0          |
| K. Glik         | 16       | 0       | 3           | 1          | 1            | 0            | 0            | 0            | 17       | 0      | 3           | 1          |
| E. Huseklepp    | 14       | 2       | 1           | 0          | -            | -            | -            | -            | 14       | 2      | 1           | 0          |
| K. Kopunek      | 5        | 0       | 1           | 0          | -            | -            | -            | -            | 5        | 0      | 1           | 0          |
| V. Kutuzaŭ      | 14       | 1       | 0           | 0          | 2            | 0            | 0            | 0            | 16       | 1      | 0           | 0          |
| A. Langella     | 0        | 0       | 0           | 0          | 0            | 0            | 0            | 0            | 0        | 0      | 0           | 0          |
| A. Masiello     | 36       | 1       | 4           | 1          | 3            | 1            | 1            | 0            | 39       | 2      | 5           | 1          |
| S. Masiello     | 6        | 0       | 1           | 0          | 1            | 0            | 1            | 0            | 7        | 0      | 2           | 0          |
| S. Okaka        | 10       | 2       | 0           | 0          | -            | -            | -            | -            | 10       | 2      | 0           | 0          |
| D. Padelli      | 2        | -3      | 1           | 0          | 3            | -5           | 0            | 0            | 5        | -8     | 1           | 0          |
| A. Parisi       | 27       | 2       | 9           | 1          | 2            | 1            | 0            | 0            | 29       | 3      | 9           | 1          |
| N. Pulzetti     | 15       | 0       | 2           | 0          | 3            | 1            | 0            | 0            | 18       | 1      | 2           | 0          |
| A. Raggi        | 16       | 0       | 3           | 0          | 2            | 0            | 2            | 0            | 18       | 0      | 5           | 0          |
| L. Rana         | 3        | 0       | 0           | 0          | 1            | 1            | 0            | 0            | 4        | 1      | 0           | 0          |
| M. Rinaldi      | 6        | 0       | 2           | 0          | 0            | 0            | 0            | 0            | 6        | 0      | 2           | 0          |
| E. Rivas        | 22       | 1       | 1           | 0          | 2            | 1            | 0            | 0            | 24       | 2      | 1           | 0          |
| J. Romero       | 10       | 0       | 1           | 0          | 2            | 0            | 0            | 0            | 12       | 0      | 1           | 0          |
| M. Rossi        | 30       | 0       | 8           | 2          | 3            | 0            | 0            | 0            | 33       | 0      | 8           | 2          |
| G. Rudolf       | 13       | 2       | 1           | 1          | -            | -            | -            | -            | 13       | 2      | 1           | 1          |
| N. Strambelli   | 3        | 0       | 0           | 0          | 0            | 0            | 0            | 0            | 3        | 0      | 0           | 0          |